# بلدة دوبلين (ميشيغان)
دوبلين (بالإنجليزية: Duplain Township, Michigan)‏ هي بلدة تقع بولاية ميشيغان في الولايات المتحدة. تأسست عام 1840 (as "Sena Township")، تبلغ مساحتها 91.7 (كم²)، وترتفع عن سطح البحر 216 م، بلغ عدد سكانها 2329 نسمة في عام تعداد الولايات المتحدة 2000 حسب إحصاء مكتب تعداد الولايات المتحدة وتصل الكثافة السكانية فيها 25.5 نسمة/كم2.

## وصلات خارجية
- The US50 - Cities and Towns in Michigan State
- Michigan Cities and Towns, Facts, Map, Flag, Colleges, Government, and More